# ازدواج همجنس در دانمارک
ازدواج همجنس‌ در دانمارک در ۱۵ ژوئن ۲۰۱۲ قانونی شد. این قانون توسط کابینه هله تورنینگ-اشمیت به مجلس دانمارک معرفی شد و در ۷ ژوئن ۲۰۱۲ با رای ۸۵ موافق در مقابل ۲۴ مخالف تصویب شد. قبل از تصویب این قانون در دانمارک زوج‌های همجنس می‌توانستند از طریق همیاری ثبت‌شده از حقوقی مشابه ازدواج برخوردار شوند.
ازدواج همجنس‌ در دو کشور دیگر قلمروی دانمارک نیز قانونی است:
- در گرینلند، قانون اجازه ازدواج همجنس در ۲۶ مه ۲۰۱۵ توسط پارلمان گرینلند تصویب شد. پارلمان دانمارک این قانون را در ۱۹ ژانویه ۲۰۱۶ تصویب کرد و این قانون از ۱ آوریل ۲۰۱۶ اجرا شد.[۳][۴][۵]
- در جزایر فارو، قانون ازدواج همجنس در ۲۹ آوریل ۲۰۱۶ به تصویب مجلس (لوگتینگ) رسید.[۶]این قانون در ۲۵ آوریل ۲۰۱۷ توسط پارلمان دانمارک تصویب شد و در ۳ مه ۲۰۱۷ موافقت سلطنتی را دریافت کرد.[۷][۸]این قانون از تاریخ ۱ ژوئیه ۲۰۱۷ اجرا شد.[۹]